# 薩頓峰
79°49′S 82°34′W / 79.817°S 82.567°W
薩頓峰是南極洲的山峰，位於埃爾斯沃思地，屬於赫里蒂奇嶺中企業山的一部分，海拔高度1,410米，美國地質調查局根據測量和該國海軍的空中照片繪入地圖。